# Météorite lunaire
Pour un article plus général, voir Météorite.

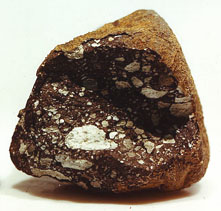
Météorite lunaire Allan Hills A81005.

Une météorite lunaire est une météorite de type achondrite qu'on pense être originaire de la Lune. En d'autres termes, une météorite lunaire est une roche trouvée sur Terre mais éjectée de la Lune à la suite de l'impact d'un objet céleste.
Il ne faut pas confondre ces météorites lunaires avec les météorites tombées sur la Lune, dont il a été retrouvé des fragments dans des échantillons de sol ramenés de la Lune.

## Historique
Au début du XIXe siècle la plupart des scientifiques croyaient que toutes les météorites provenaient de la Lune[réf. souhaitée]. 
En janvier 1982, John Schutt (en), menant une expédition en Antarctique pour le programme ANSMET, découvrit une météorite non commune. Peu après, la roche désormais appelée Allan Hills A81005 (en) fut envoyée à Washington, où le géochimiste Brian Mason (en) confirma que cet échantillon était différent de toute autre météorite et présentait des ressemblances avec les roches ramenées de la Lune par le programme Apollo. Quelques années plus tard, des scientifiques japonais reconnurent aussi avoir collecté une météorite lunaire Yamato 791197 (en), durant l'année 1979 en Antarctique. En février 2008, près de 112 autres météorites lunaires ont été découvertes, représentant probablement 50 différentes chutes de météorites. En effet, la plupart de ces roches sont des fragments similaires d'une même météorite. La masse totale des objets découverts dépasse 46 kg. Toutes ces météorites lunaires ont été découvertes dans des déserts, principalement en Antarctique, en Afrique du Nord et dans le Sultanat d'Oman. Aucune météorite lunaire n'a encore été trouvée en Amérique du Nord, Amérique du Sud ou Europe.
L'origine lunaire est établie en comparant la minéralogie, la composition chimique et la composition isotopique de ces météorites à celles des échantillons prélevés sur la Lune par les missions Apollo.

## Transfert sur Terre
La majeure partie des météorites lunaires éjectées de la Lune sont issues des cratères d'impact lunaires de quelques kilomètres de diamètre. Aucun cratère précis n'a pu être identifié comme la source, sauf peut-être pour la météorite lunaire hautement anormale Sayh al Uhaymir 169 (en), qui proviendrait du cratère d'impact Lalande,.
L'historique d'exposition aux rayons cosmiques établi par l'analyse des gaz nobles a montré que toutes les météorites lunaires ont été éjectées au cours des 20 derniers millions d'années. La plupart ont quitté la Lune ces 100 000 dernières années. Après avoir été éjectées, les météorites lunaires peuvent tomber sur Terre directement ou bien se mettre en orbite basse et tomber plus tard sous l'effet du frottement atmosphérique. Les météorites lunaires peuvent aussi se mettre en orbite autour du Soleil et rester dans l'espace plus longtemps avant d'éventuellement intercepter l'orbite terrestre.

## Pertinence scientifique
L'ensemble des six missions Apollo ayant collecté des échantillons ont aluni près du centre de la face visible de la Lune, une région présentant une anomalie géochimique démontrée plus tard par la mission Lunar Prospector. Les nombreuses météorites lunaires sont au contraire des échantillons aléatoires de la Lune, et fournissent par conséquent une meilleure représentation de la surface lunaire que les échantillons de la mission Apollo. Par exemple, la moitié des météorites lunaires sont susceptibles d'être issues de la face cachée de la Lune.
Lors de la première découverte d'un fragment lunaire en 1982, une théorie supposait que d'autres météorites exotiques seraient d'origine martienne. L'identification positive des météorites lunaires a permis de renforcer l'hypothèse que les impacts de météorites sur Mars puissent éjecter des roches hors de la planète. Il se peut aussi qu'il y ait des « météorites terrestres » à la surface de la Lune. Lesdites roches pourraient se révéler très intéressantes car elles seraient pour la plupart âgées de plus de 3,9 milliards d'années, alors que sur Terre ces roches très anciennes ont été détruites par divers processus géologiques. Ainsi, certains scientifiques proposent de nouvelles missions sur la Lune pour chercher ces antiques roches terrestres.
Aujourd'hui, environ une météorite sur mille est une météorite lunaire, tandis que la vaste majorité est issue de la ceinture d'astéroïdes. On a aussi spéculé sur l'origine lunaire des tectites mais la plupart des scientifiques estiment que cette hypothèse a été définitivement réfutée[réf. souhaitée].

## Collections personnelles

### Météorites lunaires
Les météorites lunaires trouvées en Afrique et en Oman sont, de facto, les seules sources de roches lunaires disponibles pour les collections personnelles. Les roches collectées durant le programme Apollo sont la propriété du gouvernement des États-Unis ou d'autres nations ayant reçu des échantillons en cadeau. De même, toutes les météorites lunaires trouvées pendant les missions en Antarctique par les États-Unis et le Japon sont seulement gardées par traité, par ces gouvernements, à titre de recherche et d'éducation[réf. souhaitée]. 

### Roches lunaires
Bien qu'il n'existe aucune loi aux États-Unis interdisant la propriété personnelle des roches lunaires d'Apollo, aucune n'a jamais été offerte ou vendue par le gouvernement à des particuliers. Même dans le cas des plaques contenant de véritables morceaux de roche lunaire données en 2004 aux astronautes et à Walter Cronkite, la NASA conserve la propriété de ces roches. La plupart des roches lunaires collectées par Luna 16 sont également indisponibles à la collection personnelle, bien que trois petits échantillons aient été vendus aux enchères pour 442 500 $ en 1993.